# Marche cazérienne
La Marche cazérienne est un hymne de la course landaise. Elle doit son nom à la commune de Cazères-sur-l'Adour, qui est son berceau.

## Présentation
La Marche cazérienne, interprétée par une harmonie ou des bandas, accompagne les écarteurs et sauteurs au moment du paseo et en fin de la course.
Composé en 1900 par Fernand Tassine, chef d'orchestre de l'Orchestre montois, avec des paroles écrites en français en 1906 par Georges Randé, cet hymne est dédié au Dr Élie Moringlane, de Cazères – d'où son nom – fondateur du journal La Course Landaise en 1905. Des paroles en gascon, écrites par Jean Barrère, rendent hommage à Mazzantini qui fut un grand écarteur français, ainsi qu'au ganadero Joseph Barrère.
Cet hymne est interprété en version instrumentale par l'orchestre dans les gradins des arènes. Il est également chanté  par des chœurs d'hommes en français ou en gascon.